# Canton de Briec
Le canton de Briec est une circonscription électorale française située dans le département du Finistère et la région Bretagne.

## Histoire
- Le canton de Briec a été créé en 1790[1]. En 1924, Edern, qui dépendait jusque-là du canton de Pleyben, fut rattaché au canton de Briec, passant du coup de l'arrondissement de Châteaulin à celui de Quimper[5].

- De 1833 à 1848, les cantons de Briec et de Rosporden avaient le même conseiller général. Le nombre de conseillers généraux était limité à 30 par département[6].

- Un nouveau découpage territorial du Finistère entre en vigueur à l'occasion des élections départementales de mars 2015, défini par le décret du 13 février 2014[4], en application des lois du 17 mai 2013 (loi organique 2013-402 et loi 2013-403)[7]. Les conseillers départementaux sont, à compter de ces élections, élus au scrutin majoritaire binominal mixte. Les électeurs de chaque canton élisent au Conseil départemental, nouvelle appellation du Conseil général, deux membres de sexe différent, qui se présentent en binôme de candidats. Les conseillers départementaux sont élus pour 6 ans au scrutin binominal majoritaire à deux tours, l'accès au second tour nécessitant 12,5 % des inscrits au 1er tour. En outre la totalité des conseillers départementaux est renouvelée. Ce nouveau mode de scrutin nécessite un redécoupage des cantons dont le nombre est divisé par deux avec arrondi à l'unité impaire supérieure si ce nombre n'est pas entier impair, assorti de conditions de seuils minimaux[8]. Dans le Finistère, le nombre de cantons passe ainsi de 54 à 27. Le nombre de communes du canton de Briec passe de 5 à 18.

- Le nouveau canton de Briec est formé de communes des anciens cantons de Briec (5 communes), de Châteauneuf-du-Faou (7 communes) et de Pleyben (6 communes). Avec ce redécoupage administratif, le territoire du canton s'affranchit des limites d'arrondissements, avec 5 communes incluses dans l'arrondissement de Quimper et 13 dans l'arrondissement de Châteaulin. Le bureau centralisateur est situé à Briec.

## Représentation

### Conseillers d'arrondissement (de 1833 à 1940)
| Période                                  | Période | Identité                         | Étiquette | Qualité |
| ---------------------------------------- | ------- | -------------------------------- | --------- | --- |
| 1833                                     | 1848    | Hervé Le Berre                   |           | Maire de Briec                                                                                              |
|                                          |         |                                  |           | |
| 1871                                     | 1877    | Jean Le Bozec                    | Royaliste | Propriétaire, maire de Briec (1857-1878)                                                                    |
| 1877                                     | 1917    | Jean-Marie Darcillon (1840-1917) | Royaliste | Propriétaire cultivateur à Kerlo, Briec, maire de Landrévarzec                                              |
| 1917                                     | 1919    | siège vacant                     |           | |
| 1919                                     | 1928    | Pierre Trellu                    | Conserv.  | Conseiller municipal de Briec, Président de la Mutuelle incendies                                           |
| 1928                                     | 1931    | François Lannuzel                | Rad.ind   | Maire d'Edern (1919-1935)                                                                                   |
| 1931                                     | 1934    | Hervé Mérour                     | URD       | Maire de Briec (1929-1941)                                                                                  |
| 1934                                     | 1940    | Yves Briand (1869-1941)          | URD       | Clerc de notaire, Langolen                                                                                  |
| 1940                                     |         |                                  |           | Les conseils d'arrondissement ont été suspendus par la loi du 12 octobre 1940 et n'ont jamais été réactivés |
| Les données manquantes sont à compléter. |         |                                  |           | |

### Conseillers généraux de 1833 à 2015
| Période         | Période                 | Identité                                                                                          | Étiquette                | Qualité                                                                                                  |
| --------------- | ----------------------- | ------------------------------------------------------------------------------------------------- | ------------------------ | --- |
| 1833            | 1842                    | Louis Richard                                                                                     |                          | Médecin, maire de Rosporden (1820-1828, 1832-1836)                                                       |
| 1842            | 1848                    | Joseph Claude Marie Lollivier                                                                     |                          | Notaire à Briec                                                                                          |
| 1848            | 1852                    | Baron Antoine Menu de Ménil                                                                       |                          | Ingénieur de la Marine Conseiller municipal de Brest                                                     |
| 1852            | 1866 (décès)            | René Sébastien Salaün (1806-1866)                                                                 |                          | Juge de paix, propriétaire à Landrévarzec-Kerlostrec                                                     |
| 1867            | 1871                    | M. Guéguen                                                                                        |                          | Propriétaire                                                                                             |
| 1871            | 1876 (décès)            | Pierre-Paul de La Grandière                                                                       | Droite                   | Vice-amiral, propriétaire du château de Trohanet à Langolen Ancien gouverneur de Cochinchine (1863-1868) |
| 1876            | 8 novembre 1880 (décès) | Jean Bozec (1825-1880)                                                                            | Droite monarchiste       | Propriétaire, maire de Briec (1857-1878)                                                                 |
| 30 janvier 1881 | 1883                    | M. Salaün                                                                                         | Droite monarchiste       | |
| 1883            | 1889                    | Hervé Jaouen (1850-1921)                                                                          | Républicain modéré       | Agriculteur à Bodhenval, conseiller municipal de Briec                                                   |
| 1889            | 1895                    | Vicomte Augustin Félix Marie Palamède de La Grandière (1849-1918, fils de Pierre de La Grandière) | Monarchiste              | Capitaine d'infanterie, propriétaire du château de Trohanet à Langolen                                   |
| 1895            | 1919                    | Jean de Penanrun                                                                                  | Conserv                  | Maire de Briec (1906-1908 et 1919-1925)                                                                  |
| 1919            | 1931                    | Yves Gouérou                                                                                      | Conserv→URD              | Cultivateur à Briec                                                                                      |
| 1931            | 1937                    | François Lannuzel                                                                                 | Rad.ind                  | Maire d'Edern, conseiller d'arrondissement                                                               |
| 1937            | 1940                    | Hervé Mérour                                                                                      | URD                      | Cultivateur Maire de Briec (1929-1941)                                                                   |
|                 |                         |                                                                                                   |                          | |
| 1945            | 1951                    | Yves Le Page (1911-1997)                                                                          | MRP                      | Cultivateur Maire de Briec (1945-1959)                                                                   |
| 1951            | 1964                    | Yves Gouérou                                                                                      | RPF → CNIP               | Cultivateur à Briec                                                                                      |
| 1964            | 1981 (décès)            | Pierre Stéphan                                                                                    | MRP puis CD puis UDF-CDS | Pharmacien Maire de Briec (1959-1981)                                                                    |
| 1981            | 1988                    | Pierre Nédellec                                                                                   | UDF-CDS                  | Economiste, propriétaire à Briec                                                                         |
| 1988            | 2001 (décès)            | André Angot                                                                                       | RPR                      | Vétérinaire Député (1993-2001) Maire d'Edern                                                             |
| 2002            | 2015                    | Yvonne Guillou                                                                                    | UMP                      | Enseignante retraitée Conseillère municipale d'Edern                                                     |

### Conseillers départementaux depuis 2015
| Période élective | Période élective | Mandat | Mandat   | Identité         | Nuance | Nuance | Qualité                     |
| ---------------- | ---------------- | ------ | -------- | ---------------- | ------ | ------ | --------------------------- |
| 2015             | 2021             | 2015   | 2021     | Raymond Messager |        | DVD    | Artisan, maire de Landudal  |
| 2015             | 2021             | 2015   | 2021     | Cécile Nay       |        | DVD    | Cadre, maire de Gouézec     |
| 2021             | 2028             | 2021   | en cours | Amélie Caro      |        | DVD    | Auditrice, maire de Pleyben |
| 2021             | 2028             | 2021   | en cours | Raymond Messager |        | DVD    | Conseiller sortant          |

### Résultats détaillés

#### Élections de mars 2015
À l'issue du 1er tour des élections départementales de 2015, deux binômes sont en ballottage : Raymond Messager et Cécile Nay (Union de la Droite, 34,93 %) et Thomas Ferec et Hélène Lollier (PS, 32,61 %). Le taux de participation est de 53,86 % (10 833 votants sur 20 113 inscrits) contre 51,11 % au niveau départementalet 50,17 % au niveau national.
Au second tour, Raymond Messager et Cécile Nay (Union de la Droite) sont élus avec 53,39 % des suffrages exprimés et un taux de participation de 53,66 % (5 323 voix pour 10 792 votants et 20 113 inscrits).

#### Élections de juin 2021
Le premier tour des élections départementales de 2021 est marqué par un très faible taux de participation (33,26 % au niveau national). Dans le canton de Briec, ce taux de participation est de 38,49 % (7 886 votants sur 20 489 inscrits) contre 35,55 % au niveau départemental. À l'issue de ce premier tour, deux binômes sont en ballottage : Amélie Caro et Raymond Messager (Union au centre et à droite, 38,57 %) et Thomas Ferec et Hélène Lollier (Union à gauche, 34,67 %).
Le second tour des élections est marqué une nouvelle fois par une abstention massive équivalente au premier tour. Les taux de participation sont de 34,36 % au niveau national, 36,76 % dans le département et 40,25 % dans le canton de Briec. Amélie Caro et Raymond Messager (Union au centre et à droite) sont élus avec 50,8 % des suffrages exprimés (3 961 voix pour 8 249 votants et 20 496 inscrits),,. 

## Composition

### Composition avant 2015

Situation du canton de Briec dans le département du Finistère avant 2015.

Le canton de Briec regroupait cinq communes.
| Nom               | Code Insee | Codepostal | Superficie (km2) | Population (dernière pop. légale) | Densité (hab./km2) |
| ----------------- | ---------- | ---------- | ---------------- | --------------------------------- | ------------------ |
| Briec (chef-lieu) | 29020      | 29510      | 67,87            | 5 497 (2012)                      | 81                 |
| Edern             | 29048      | 29510      | 39,98            | 2 170 (2012)                      | 54                 |
| Landrévarzec      | 29106      | 29510      | 20,32            | 1 750 (2012)                      | 86                 |
| Landudal          | 29107      | 29510      | 16,69            | 844 (2012)                        | 51                 |
| Langolen          | 29110      | 29510      | 16,92            | 885 (2012)                        | 52                 |

### Composition à partir de 2015
Le canton de Briec comprend désormais dix-huit communes entières.
| Nom                           | Code Insee | Intercommunalité                | Superficie (km2) | Population (dernière pop. légale) | Densité (hab./km2) | Modifier                                    |
| ----------------------------- | ---------- | ------------------------------- | ---------------- | --------------------------------- | ------------------ | ------------------------------------------- |
| Briec (bureau centralisateur) | 29020      | CA Quimper Bretagne occidentale | 67,87            | 5 815 (2022)                      | 86                 | modifier les données · modifier les données |
| Châteauneuf-du-Faou           | 29027      | CC de Haute Cornouaille         | 42,58            | 3 646 (2022)                      | 86                 | modifier les données · modifier les données |
| Le Cloître-Pleyben            | 29033      | CC de Pleyben-Châteaulin-Porzay | 20,42            | 508 (2022)                        | 25                 | modifier les données · modifier les données |
| Coray                         | 29041      | CC de Haute Cornouaille         | 31,36            | 1 869 (2022)                      | 60                 | modifier les données · modifier les données |
| Edern                         | 29048      | CA Quimper Bretagne occidentale | 39,98            | 2 199 (2022)                      | 55                 | modifier les données · modifier les données |
| Gouézec                       | 29062      | CC de Pleyben-Châteaulin-Porzay | 30,94            | 1 115 (2022)                      | 36                 | modifier les données · modifier les données |
| Landrévarzec                  | 29106      | CA Quimper Bretagne occidentale | 20,32            | 1 874 (2022)                      | 92                 | modifier les données · modifier les données |
| Landudal                      | 29107      | CA Quimper Bretagne occidentale | 16,69            | 910 (2022)                        | 55                 | modifier les données · modifier les données |
| Langolen                      | 29110      | CA Quimper Bretagne occidentale | 16,92            | 839 (2022)                        | 50                 | modifier les données · modifier les données |
| Lannédern                     | 29115      | CC de Pleyben-Châteaulin-Porzay | 12,43            | 321 (2022)                        | 26                 | modifier les données · modifier les données |
| Laz                           | 29122      | CC de Haute Cornouaille         | 34,44            | 684 (2022)                        | 20                 | modifier les données · modifier les données |
| Lennon                        | 29123      | CC de Pleyben-Châteaulin-Porzay | 22,94            | 801 (2022)                        | 35                 | modifier les données · modifier les données |
| Leuhan                        | 29125      | CC de Haute Cornouaille         | 32,75            | 836 (2022)                        | 26                 | modifier les données · modifier les données |
| Lothey                        | 29142      | CC de Pleyben-Châteaulin-Porzay | 13,48            | 444 (2022)                        | 33                 | modifier les données · modifier les données |
| Pleyben                       | 29162      | CC de Pleyben-Châteaulin-Porzay | 76,04            | 3 649 (2022)                      | 48                 | modifier les données · modifier les données |
| Saint-Goazec                  | 29249      | CC de Haute Cornouaille         | 33,76            | 730 (2022)                        | 22                 | modifier les données · modifier les données |
| Saint-Thois                   | 29267      | CC de Haute Cornouaille         | 18,10            | 709 (2022)                        | 39                 | modifier les données · modifier les données |
| Trégourez                     | 29291      | CC de Haute Cornouaille         | 17,72            | 952 (2022)                        | 54                 | modifier les données · modifier les données |
| Canton de Briec               | 2906       |                                 | 548,74           | 27 901 (2022)                     | 51                 | modifier les données                        |

## Démographie

### Démographie avant 2015
| 1962  | 1968  | 1975  | 1982  | 1990  | 1999  | 2006   | 2011   | 2012   |
| ----- | ----- | ----- | ----- | ----- | ----- | ------ | ------ | ------ |
| 7 802 | 7 535 | 7 790 | 8 830 | 9 005 | 9 244 | 10 150 | 10 995 | 11 146 |

### Démographie depuis 2015
En 2022, le canton comptait 27 901 habitants, en évolution de +0,53 % par rapport à 2016 (Finistère : +2,16 %, France hors Mayotte : +2,11 %).
| 2013   | 2018   | 2022   |
| ------ | ------ | ------ |
| 27 802 | 27 735 | 27 901 |